# セラチア属
セラチア属（Serratia Bizio）はグラム陰性の非芽胞形成通性嫌気性の桿菌で真正細菌の一属。名称はイタリアの科学者セラフィノ・セラティに因む。
土壌、水中、動植物中にみられる。ブタンジオール発酵を行い、フォーゲス・プロスカウエル(VP)テスト陽性である。オルニチンデカルボキシラーゼを持ち、ソルビトールを代謝できるが乳糖は利用できない。体温付近で最も増殖し、GC比は52から60。鞭毛を持ち運動性がある。エンテロバクター属、クラブシェラ属に遺伝的に近い。プロディジオシンと呼ばれる赤い色素を生産する特長を持つ。薬剤耐性を持つ株があり弱い毒性を持つ。院内感染の原因菌の一つ。